# Niederschlesischer Oberlausitzkreis

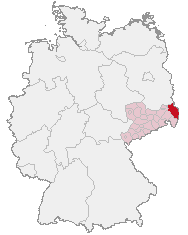
Niederschlesischer Oberlausitzkreis (mörkröd) i Tyskland

Niederschlesischer Oberlausitzkreis är en Landkreis i Sachsen, Tyskland. Det är Tysklands allra östligaste Landkreis.
Bilarna har NOL på nummerskyltarna. Landkreisen är medlem i Euroregion Neiße.

## Geografi

### Gränser
I norr ligger brandenburgska Landkreis Spree-Neiße, i söder Landkreis Löbau-Zittau och i väster Landkreis Bautzen och Landkreis Kamenz. I öster ligger Polen.

## Historia
Niederschlesischer Oberlausitzkreis kom till 1 augusti 1994 efter hopslagningen av de före detta Landkreise Weißwasser, Niesky och Görlitz-Land. Den omfattar den största delen av det historiska schlesiska Oberlausitz väster om Oder-Neisse-linjen, som blev tysk-polsk gräns 1945.

## Administrativ indelning
Följande Gemeinden och städer ligger i Niederschlesischer Oberlausitzkreis (invånarantal 2005 i parentes):

### Städer
- Bad Muskau (4.109)
- Niesky (11.015)
- Reichenbach (4.357)
- Rothenburg/Oberlausitz (5.836)
- Weißwasser (21.672)

### Gemeinden
- Boxberg/O.L. (3.044)
- Gablenz (1.902)
- Groß Düben (1.316)
- Hähnichen (1.511)
- Hohendubrau (2.273)
- Horka (2.036)
- Klitten (1.492)
- Kodersdorf (2.642)
- Königshain (1.284)
- Krauschwitz (3.979)
- Kreba-Neudorf (1.042)
- Markersdorf (4.374)
- Mücka (1.251)
- Neißeaue 1.955)
- Quitzdorf am See (1.535)
- Rietschen (3.033)
- Schleife (2.911)
- Schöpstal (2.747)
- Sohland a. Rotstein (1.419)
- Trebendorf (1.088)
- Uhyst (1.127)
- Vierkirchen (2.002)
- Weißkeißel (1.463)
- Waldhufen (2.836)